# Константинос Ватикиотис
Константинос Ватикиотис (на гръцки: Κωνσταντίνος Βατικιώτης) е гръцки дипломат. Той е консул на Гърция в Солун, Османската империя от 1866 до 1881 година, основен организатор на антитурските движения в Олимп и Халкидика през 1878 година, както и на антибългарската пропаганда в Македония.

## Биография
Роден през 1830 година на Порос. Произхожда от големия род Ватикиотис.
Директор е на Генералното консулство на Гърция в Александрия. През 1864 година е член на Второто национално събрание, което приема Конституцията от 1864 година.
В 1866 година заема поста генерален консул в Солун. При разгарянето на българо-гръцката църковна разпра от Солун тайно пише на гръцкото правителство:
| „ | Тази война срещу гръцките епископи е война срещу срещу тукашния македонски елинизъм и гръцкото правителство има задължението да използва всички средства, за предотвратяването на този огромен риск. | “ |

В края на 1877 година Централният македонски комитет в Атина му изпраща пратка с оръжие, за да го предаде за готвеното въстание в Македония. По време на въстанието информира с постоянни депеши гръцкото правителство за ситуацията. Умира през 1881 година в Солун.